# فابيو رامون روزا دي لوس سانتوس
فابيو رامون روزا دي لوس سانتوس (بالإسبانية: Fábio Ramon Rosa de los Santos)‏ هو لاعب كرة قدم أرجنتيني في مركز الدفاع، ولد في 25 مارس 1972 في روساريو في الأرجنتين. لعب مع غريميو بورتو أليغرينزي ونادي بوتافوغو اس بي ونادي شابيكوينسي ونادي غاما ونادي كريسيوما ونادي موجي ميريم.